# This Little Girl of Mine
Singles de Ray Charles and his Band
I've Got A Woman
(1954) Blackjack
(1955)
This Little Girl of Mine est une chanson de rhythm and blues écrite et sortie en single par Ray Charles en juin 1955 sur le label Atlantic.
Elle est basée sur la chanson de gospel This Little Light of Mine, tout comme I Got a Woman et Hallelujah I Love Her So s'appuient sur des hymnes gospel classiques. Comme dans ces chansons, Ray Charles remplace les paroles sacrées par des paroles de blues profanes, mettant en vedette des harmonies d'appel et de réponse emblématiques du doo-wop.
La chanson est publiée sur la face B du single A Fool for You, no 1 dans le palmarès Rhythm & Blues Records du magazine Billboard. Mais la chanson est un succès à elle seule, culminant à la 9e place de ce classement. Elle sera ensuite intégrée dans Ray Charles, le premier album du chanteur en 1957.
Pour la première fois, on peut entendre la voix de la choriste Mary Ann Fisher.
La chanson est enregistrée par The Everly Brothers le 3 novembre 1957 et publiée en décembre par Cadence Records, simultanément sur le premier album du duo et sur un EP 4 titres. Cette version se classe dans le Top 40 du Billboard Hot 100 en 1958.

## Autres reprises notables
Parmi les artistes ayant enregistré This Little Girl of Mine, on compte notamment :
- 1960 : Sammy Davis, Jr. sur l'album I Gotta Right to Swing.
- 1961 : Herbie Mann en version instrumentale sur son album The Family of Mann.
- 1961 : Gloria Lynne dans une version féminisée sur l'album This Little Boy of Mine.
- 1964 : Trini Lopez sur On the Move.
- 1964 : The Righteous Brothers sur Some Blue Eyed Soul.
- 1999 : Dave Edmunds sur Hand Picked Musical Fantasies.

La chanson interprétée par Dave Edmunds est au générique du film Bye Bye Love de Sam Weisman en 1995.
Nicole Croisille adapte la chanson en français sous le titre Tout ça dépend du gars !, avec des paroles signées Pierre Saka. Elle sort en 1961 sur le super 45 tours Laisse entrer le ciel (Fontana).